# German (obwód miejski Sofii)
German (bułg. Герман) – wieś w Bułgarii; 2300 mieszkańców (2010).